# Charlotta Wersäll
Eva Charlotta (Charlotte) Wersäll, född Lewenhaupt den 12 maj 1858 i Irsta församling, Västmanlands län, död 4 april 1924 i Uppsala församling, Uppsala län, blev 1912 mottagare av internationella olympiska kommitténs särskilda guldmedalj.

## Biografi
Charlotta Wersäll föddes som grevinna Lewenhaupt och var dotter till greve Carl Gustaf Lewenhaupt (1825–1863), och friherrinnan Charlotta Elisabet von Essen (1827–1895). Hon gifte sig som 21-åring med Claës Wersäll, då löjtnant vid Svea artilleriregemente, sedermera finansminister och landshövding. De fick elva barn, varav tio nådde vuxen ålder. Nio av barnen var söner. Sex av sönerna deltog i de olympiska spelen 1912. Två ingick i det svenska laget, en var funktionär och tre arbetade som scouter under tävlingarna. Det var skälet till att Charlotta Wersäll tilldelades den internationella olympiska kommitténs särskilda guldmedalj.